# مجله بی‌ام‌سی نرسینگ
بی‌ام‌سی نرسینگ (به انگلیسی: BMC Nursing) یا بی‌ام‌سی نِرس (BMC Nurs) یک مجله پرستاری با دسترسی آزاد و نقد همترازی، به وسیلهٔ بیومِد سانترال و با در نظر گرفتن تمام جنبه‌های پرستاری مانند: پژوهش، تمرین و آموزش و پرورش پرستاری منتشر می‌شود.